# ساشيندرا براساد بوس

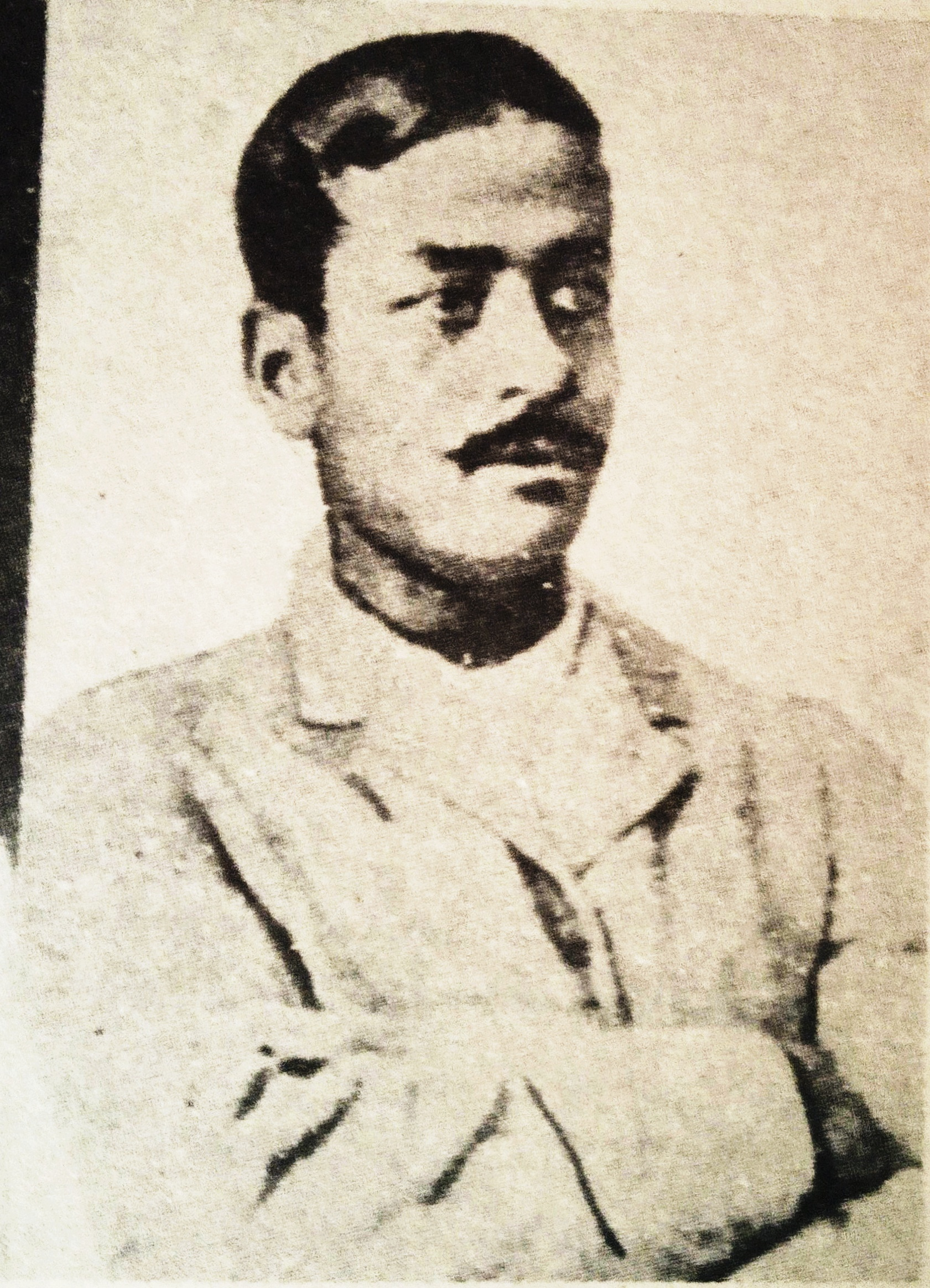
ساشيندرا براساد بوس

علم كلكتا، من تصميم بوس وهيمشاندرا كانونجو

ساشيندرا براساد بوس শচীন্দ্র প্রসাদ বসু Sachindra Prasad Bose (توفي في فبراير 1941) كان ناشط هندي في حركة استقلال الهند وتابعا للسير سوريندراناث بانيرجي . كان صهر الزعيم البراهيموي المعتدل، كريشنا كومار ميترا.
في 4 نوفمبر 1905، عندما كان طالب في السنة الرابعة بكلية ريبون ، كلكتا ، بادر إلى تشكيل جمعية مناهضة للسياسة للاحتجاج على التعميم الذي أصدره آر دبليو كارلايل، السكرتير الرئيسي لحكومة البنغال آنذاك، والذي أصدر تعليماته للقضاة والمحصلين باتخاذ تدابير صارمة ضد الطلاب المتورطين في السياسة. أصبح سكرتيرها وأصبح كريشنا كومار ميترا رئيسها.
قام هو وكانونجو بتصميم ورفع علم كلكتا في 7 أغسطس 1906 في ساحة بارسي باجان (حديقة جرير) في كلكتا ، الهند. وفي عام 1908، ألقي القبض عليه وأُرسل إلى سجن راولبندي في باكستان . بعد إطلاق سراحه، عمل محررًا لمجلة تدعى Vyavsa O Vanijya.

## روابط خارجية
- العلم الهندوسي -الهندي